# 西伯利亚三毛草
西伯利亚三毛草（学名：Trisetum sibiricum）为禾本科三毛草属下的一个种。